# ホセ・アントニオ・プリモ・デ・リベラ
ホセ・アントニオ・プリモ・デ・リベラ （José Antonio Primo de Rivera y Sáenz de Heredia，1903年4月24日 - 1936年11月20日）は、スペインのファシズム運動家で、ファランヘ党初代党首。ミゲル・プリモ・デ・リベラ将軍の息子。
父ミゲルと区別するためにホセ・アントニオと一般的に呼ばれる
1936年、スペイン人民戦線政府により正当な裁判を経ずして銃殺された。

## 死の直前
人民政府成立直後、ホセ・アントニオは銃の不法所持を理由に人民戦線の支配する警察に逮捕された。この時、人民戦線政府の大統領だったマヌエル・アサーニャから国外退去を要請されたホセ・アントニオの答えはこうであった。
「それはできません。私の母は病気なのです」
この時、彼の母はすでに何年も前に死亡している。その点を追及するアサーニャに対して、ホセ・アントニオは落ち着き払ってこう答えたという。
「大統領。私の母は、スペインなのです」
その後程なくして、彼は銃殺刑に処された。